# Mohammad Bakri

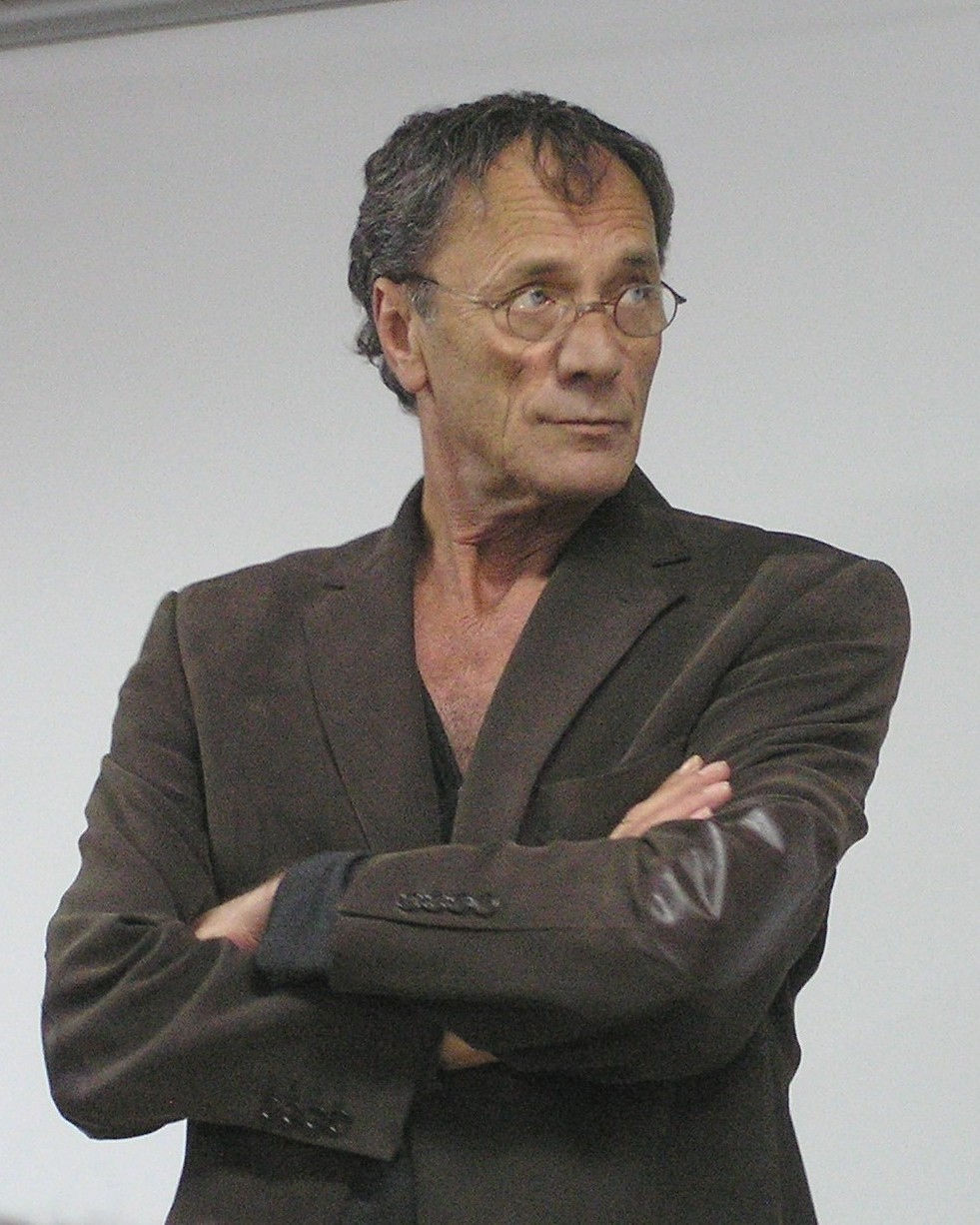
Mohammad Bakri

Mohammad Bakri (arabisch محمد بكري, DMG Muḥammad Bakrī, hebräisch מוחמד בכרי; geboren 1953 in Biʿina, Galiläa, Israel) ist ein israelisch-palästinensischer Schauspieler und Filmregisseur.

## Leben
Bakri ging in seiner Geburtsstadt in die Grundschule und erhielt seine weiterführende Ausbildung im nahegelegenen Akko. Er studierte Schauspiel und arabische Literatur an der Universität Tel Aviv ab 1973 und schloss das Studium drei Jahre später ab. Mit seiner Ehefrau Leila zusammen hat er sechs Kinder. Seine Söhne Adam, Ziad und  Saleh Bakri sind ebenfalls Schauspieler.
Bakri begann seine Karriere als professioneller Schauspieler am Theater Habimah in Tel Aviv und am Al-Kasaba-Theater in Ramallah. Seine Einpersonenstücke The Pessoptimist (1986), The Anchor (1991), Season of Migration to the North (1993) und Abu Marmar (1999) wurden in Hebräisch und Arabisch aufgeführt.
Nach einigen Jahren mit Rollen in israelischen und palästinensischen Filmen erhielt Bakri auch internationale Rollen in französischen, belgischen, niederländischen, dänischen, italienischen und kanadischen Produktionen. Er ist zudem Regisseur von Dokumentarfilmen; Jenin, Jenin wurde sehr kontrovers aufgenommen.

## Jenin, Jenin
Nach der Operation Schutzschild im April 2002 interviewte Bakri Einwohner des Flüchtlingslagers Dschenin und produzierte einen Dokumentarfilm, der auf deren Aussagen basiert. Einige der Einwohner bezichtigten die Soldaten der israelischen Armee, Massaker begangen zu haben. Trotz des Vorwurfs, dass der Film nicht dokumentarisch sei, ließ Bakri ihn weiterhin aufführen. Die Versuche, Bakris Film zu verbieten, und Bakris Versuche, ihn zu zeigen, wurden letztlich vom Obersten Gericht Israels 2004 dahingehend entschieden, das Verbot aufzuheben und sich zugleich der israelischen Filmkommission anzuschließen, die den Film als propagandistische Lüge bezeichnete. 2007 verklagten fünf israelische Soldaten, die an der Operation beteiligt waren, die Kinematheken in Tel Aviv und Jerusalem sowie Bakri wegen der Aufführung und Produktion des Films zu einem Schadenersatz von 2,5 Millionen Schekel. Im Juli 2008 wurde Bakri verurteilt, das Geld zu bezahlen.

## Filmografie
Als Schauspieler
- Hanna K., 1983
- Beyond the Walls, 1984
- Esther, 1986
- Death Before Dishonor, 1987
- Rami og Julie, Regie: Erik Clausen, Dänemark 1988
- Ha-Miqlat, Regie: Rashid Masharawi, Israel 1989
- Foreign Nights, Regisseur: Izidore Musallam, Kanada 1989
- Cup Final, Regie: Eran Riklis, Israel 1991
- The Mummy Lives, Regie: Gerry O’Hara, USA 1993
- Beyond the Walls II, Regie: Uri Barabash, Israel 1994
- The Tale of the Three Jewels, Regie: Michel Khleifi, Belgien 1994
- Haifa, Regie: Rashid Masharawi, Israel/Niederlande 1996
- Desperado Square, Israel 1997
- The Body, Regie: Jonas McCord, USA 2001
- Private, Regie: Saverio Costanzo, Italien 2004
- Das Haus der Lerchen, Regie: Paolo und Vittorio Taviani, Italien 2007
- Matrimoni e altri disastri, Nina Di Majo, Italien 2010
- Tyrant, Regie: Gideon Raff, USA 2014
- Of Kings and Prophets, Fernsehserie, USA 2016
- The Bureau, Fernsehserie, Frankreich 2017
- Homeland, Fernsehserie, USA 2020
- Die Kairo Verschwörung / Boy from Heaven, 2022
- 2025: All That’s Left of You

Als Regisseur
- 1948, 1999
- Jenin, Jenin, Dokumentarfilm, Israel 2002
- Since You Left, Dokumentarfilm, Israel 2004
- Zahra, Dokumentarfilm, Palästina 2009

## Preise und Auszeichnungen
- Bester Darsteller in Beyond the Walls, Israel 1984
- Bester Darsteller in Season of Migration to the North, Acco Festival of Alternative Israeli Theatre, Israel 1993.
- Bester Darsteller in Beyond the Walls II, Valencia Festival 1994
- Bester Darsteller in Haifa, Valencia Festival 1997
- Palestine Prize for Cinema 1999, Ramallah
- Bester Darsteller in Private beim Locarno International Film Festival 2004[6]
- Bester Darsteller in Private beim Buenos Aires International Festival of Independent Cinema, 2005[6]